# 833
| 833                |
| ------------------ |
| Dødsfald - Fødsler |
|                    |

| Gregoriansk kalender | 833 DCCCXXXIII          |
| Ab urbe condita      | 1586                    |
| Armensk kalender     | 282 ԹՎ ՄՁԲ              |
| Kinesiske kalender   | 3529 – 3530 壬子 – 癸丑 |
| Etiopisk kalender    | 825 – 826               |
| Jødisk kalender      | 4593 – 4594             |
| Hindukalendere       |                         |
| - Vikram Samvat      | 888 – 889               |
| - Shaka Samvat       | 755 – 756               |
| - Kali Yuga          | 3934 – 3935             |
| Iransk kalender      | 211 – 212               |
| Islamisk kalender    | 218 – 219               |

Se også 833 (tal)